# Drury (bridge)
Le Drury est une convention du jeu de bridge, utilisée pour proposer de jouer une manche dans une majeure. Le proposant a précédemment annoncé un passe, puis lorsque son partenaire a annoncé une couleur, il annonce lui-même 2♣, montrant ainsi lui-même au moins 3 cartes dans la couleur du partenaire. Cette annonce forcing oblige l'ouvreur à décliner sa force.

## Historique
Cette convention a été développée par le joueur canadien Douglas Drury (1914-1967) et son partenaire Eric Murray afin gérer l'habitude de Murray d'ouvrir en 3ème position avec un jeu léger. Lorsque les 3 premiers joueurs passent, il est probable que le 4ème ait suffisamment de points pour ouvrir, et il est donc logique de faire barrage avec un jeu plutôt faible. Toutefois, une telle attitude complique la tâche du partenaire de l'ouvreur, qui ne sait pas si l'ouverture était "normale" (avec 13HL par exemple dans le SEF), ou bien faible avec par exemple 1 à 3 points de moins. Il convient donc de trouver une méthode afin que le répondant, lorsqu'il a une perspective de manche, puisse vérifier la force effective de l'ouvreur.

## La convention Drury dans le SEF
Dans le système de la majeure cinquième, la réponse de 2♣ du répondant s'emploie avec au moins 11HLD et un soutien de 3 atouts au moins dans la couleur de l'ouvreur. En outre, le répondant doit avoir soit un singleton ou une chicane, soit 4 atouts, soit un unicolore à ♣ et ≥8H. 
L'ouvreur répond alors comme suit :
- 2♦ s'il a une main faible, inférieure à l'ouverture normale, ou bien s'il a une ouverture normale avec des ♦, ou encore s'il n'a que 5 atouts ;
Le répondant fera ensuite sa 2ème annonce :
  - 3♣ avec l'unicolore à ♣,
  - 2 dans la majeure d'ouverture s'il a 3 atouts
  - 3 dans la majeure d'ouverture s'il a 4+ atouts
- 2♥ s'il a une vraie ouverture avec 6 cartes,
- 3♣ avec 4+ cartes à ♣
- ou bien une autre enchère telle qu'il l'aurait faite avec une ouverture en réponse à 2♣